# Skoki (wodospad)
Skoki (słow. Skoky) – wodospad na Halnym Potoku (Hôľny potok) w słowackich Tatrach Zachodnich. Znajduje się w należącym do Liptowskich Matiaszowiec osiedlu Podmesztrowa (Podmeštrová), tuż powyżej miejsca, w którym Potok Halny uchodzi do Suchego Potoku Sielnickiego (Suchý potok). W miejscu tym Halny Potok płynie dolną częścią Doliny Halnej (Hôľne) zwaną Studzienkami (Studienky), pomiędzy grzbietem Opalenicy (Opálenica) i Żarkiem (Žiarik). Jest to skalisty, wąski i trudny do przejścia kanion.